# Günter Flessner

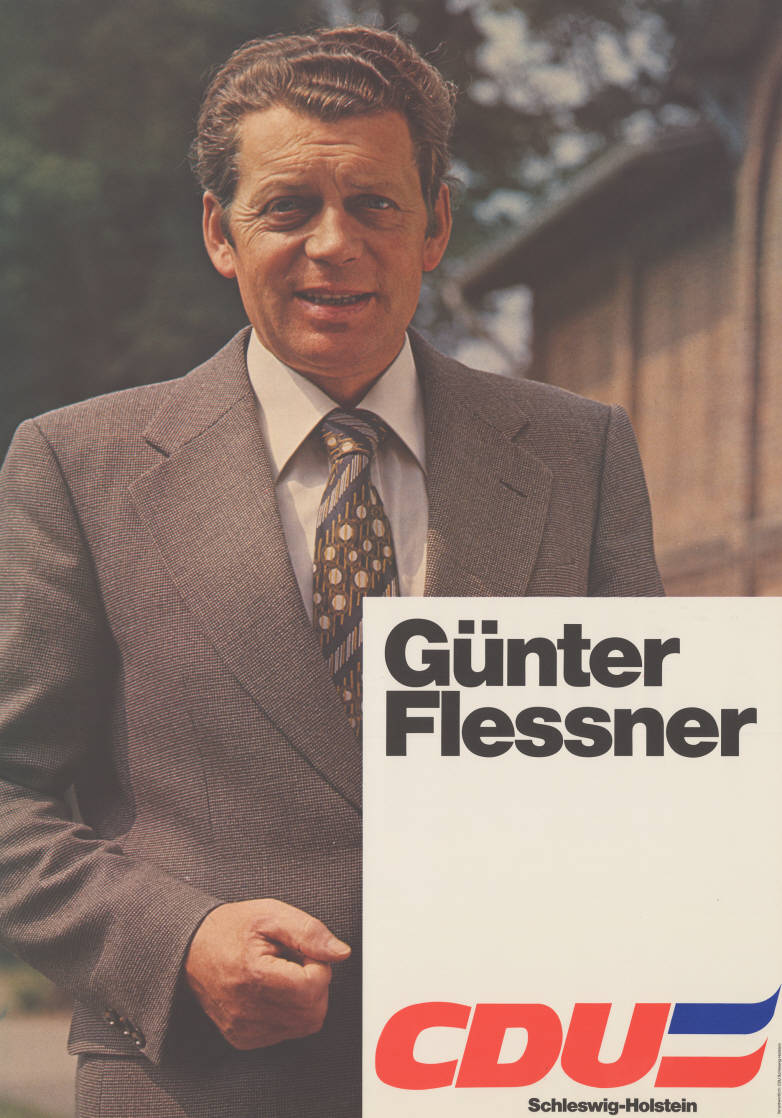
Kandidatenplakat zur Landtagswahl in Schleswig-Holstein 1979

Günter Flessner (* 7. November 1930 in Tarbek; † 12. Mai 2016 in Dersau) war ein deutscher Politiker (CDU). Er war von 1975 bis 1988 Minister für Ernährung, Landwirtschaft und Forsten des Landes Schleswig-Holstein.

## Leben und Beruf
Flessner wuchs auf dem Hof seiner Eltern in Himbeersahl, Kreis Plön, auf. Nach dem Besuch der Mittelschule absolvierte er eine landwirtschaftliche Lehre. Flessner besuchte u. a. die Landwirtschaftsschule in Preetz und beendete seine Ausbildung als Landwirtschaftsmeister. Günter Flessner war selbständiger Landwirt, verheiratet und Vater von drei Kindern.

## Partei
Seit 1962 war Flessner Mitglied der CDU. Er war lange Jahre stellvertretender Vorsitzender des CDU-Kreisverbandes Plön und von 1973 bis 1989 stellvertretender Landesvorsitzender der CDU Schleswig-Holstein.

## Abgeordneter
Von 1966 bis 1972 gehörte er der Gemeindevertretung seines Wohnortes Dersau und von 1966 bis 1971 auch dem Kreistag des Kreises Plön an.
Von 1971 bis 1988 war er Mitglied des Landtages von Schleswig-Holstein. Flessner zog 1987 über die Landesliste und davor stets als direkt gewählter Abgeordneter des Wahlkreises Plön-Süd in den Landtag ein.

## Öffentliche Ämter
Nach der Landtagswahl 1975 wurde Flessner am 26. Mai 1975 als Minister für Ernährung, Landwirtschaft und Forsten in die von Ministerpräsident Gerhard Stoltenberg geführte Landesregierung von Schleswig-Holstein berufen. Dieses Amt behielt er auch unter dessen von 1982 bis 1987 amtierendem Nachfolger Uwe Barschel. Nach dem Rücktritt von Uwe Barschel am 2. Oktober 1987 gehörte Flessner noch der geschäftsführenden Landesregierung unter der Leitung von Henning Schwarz an. Nach der Landtagswahl 1988, bei der die SPD die absolute Mehrheit der Stimmen erringen konnte, schied Flessner am 31. Mai 1988 aus der Regierung aus.

## Gesellschaftliche Ämter
Flessner war von 1955 bis 1959 Vorsitzender der Landjugend in Schleswig-Holstein. Nachdem er bereits seit 1958 dem Vorstand der Landwirtschaftskammer Schleswig-Holstein angehörte, war er von 1968 bis 1975 Präsident der schleswig-holsteinischen Landwirtschaftskammer. Ab 1970 gehörte er dem Vorstand der Deutschen Landwirtschafts-Gesellschaft an, deren Präsident er nach seinem Ausscheiden aus der Landesregierung von 1991 bis 1997 war.

## Ehrungen
- 1978: Großkreuz des Ordens des Infanten Dom Henrique
- 1996: Justus-von-Liebig-Preis durch die Agrarwissenschaftliche Fakultät der Christian-Albrechts-Universität zu Kiel
- 1997: Große Goldene Max-Eyth-Denkmünze
- 2000: Goldene Ringelgansfeder.